# Harrie Massey
Harrie Massey, właśc. Harrie Stewart Wilson Massey (ur. 16 maja 1908 w St. Kilda, Melbourne lub Invermay, Wiktoria, zm. 27 listopada 1983 w Elmbridge, hrabstwo Surrey lub Cambridge, hrabstwo Cambridgeshire) – australijski fizyk matematyczny, profesor University College London, autor pionierskich prac w zakresie fizyki atomowej i fizyki atmosfery, jeden z inicjatorów i głównych realizatorów programu badań górnych warstw atmosfery, np. jonosfery, z użyciem rakiet sondażowych, założyciel i kierownik British National Committee for Space Research – brytyjskiego oddziału Komitetu do spraw Badań Przestrzeni Kosmicznej, założonego przez Royal Society w roku 1958.

## Życiorys

### Dzieciństwo i młodość w Australii
Jego rodzicami byli Harrie Stewart Massey, urodzony na Tasmanii właściciel tartaku w Hoddles Creek, i Eleanor Elizabeth z domu Wilson, pochodząca z Wiktorii. Był ich jedynym synem. Dzieciństwo spędził w Hoddles Creek, gdzie skończył lokalną szkołę, realizując 6-letni program w okresie 4 lat. Po skończeniu tej szkoły otrzymał stypendium umożliwiające dalszą naukę w University High School, cenionej szkole średniej w Melbourne, gdzie przeniósł się wraz z matką (miał wówczas 12 lat). W szkole dał się poznać jako uczeń wybitnie ambitny i aktywny (m.in. uczestniczący w wielu zajęciach sportowych). Skończył szkołę w roku 1925, po czym studiował na University of Melbourne, uzyskując stopnie BS i BA fizyki w latach 1927 i 1929 oraz BS matematyki (1929), a następnie MS filozofii przyrody (1930). W latach studenckich współpracował m.in. z C.B.O. Mohrem (Mohr, Courtney Balthazar Oppenheim, 1906–1986), fizykiem badającym odbicie miękkiego promieniowania X od powierzchni metali. Badania były wykonywane w ramach realizacji dużego badawczego programu sir Thomasa R. Lyle’a. Młody Harrie Massey brał udział w pierwszej australijskiej konferencji fizyków w Canberze (sierpień 1928), w czasie której aktywnie uczestniczył w debatach na temat powstającej wówczas mechaniki kwantowej. Podejmował dyskusję m.in. z Edną Briggs, która miała za sobą niedawny pobyt w Laboratorium Cavendisha w Cambridge, gdzie pracowała od roku 1925 z Ernestem Rutherfordem.

### W Wielkiej Brytanii przed II wojną światową
Harrie Massey wyjechał do laboratorium E. Rutherforda (Laboratorium Cavendisha) w sierpniu 1929 roku; stało się to możliwe dzięki uzyskaniu dwuletniego uniwersyteckiego stypendium  – Aitchison travelling scholarship. W Trinity College na Uniwersytecie Cambridge opracował liczne publikacje na temat zastosowań mechaniki falowej do opisu zderzeń między cząstkami elementarnymi. Współpracował ponownie z C.B.O. Mohrem, który również przyjechał do Anglii. Poza pracami teoretycznymi rozpoczął badania eksperymentalne, korzystając m.in. z doświadczenia Edwarda Bullarda, wykonującego wówczas swoją pracę doktorską z fizyki atomowej.
Zdobyta przez Masseya nagroda naukowa umożliwiła mu przedłużenie pobytu w Anglii i uzyskanie w University of Cambridge stopnia doktora fizyki w roku 1932. W kolejnym roku wydał, wraz z Nevillem F. Mottem – przyszłym laureatem Nagrody Nobla w dziedzinie fizyki (1977) – książkę The Theory of Atomic Collisions. W tymże roku został powołany na stanowisko wykładowcy fizyki matematycznej na Queen’s University, Belfast, które zajmował do roku 1938 – do czasu mianowania na wykładowcę matematyki w University College London (UCL). Był w tych latach nauczycielem i opiekunem naukowym D.R. Batesa (absolwenta Queen’s University), z którym prowadził w UCL prace badawcze w dziedzinie mechaniki kwantowej.

### II wojna światowa
W czasie II wojny światowej uczelnia została zamknięta, a obaj naukowcy podjęli badania w Admiralty Research Laboratory w Teddington. Poszukiwali m.in. możliwości skonstruowania urządzeń elektrycznych, przeciwdziałających detonacjom min morskich aktywowanych magnetycznie. W późniejszym okresie pracowali w Havant (Hampshire) przy projektowaniu min niszczących niemieckie okręty. W sierpniu 1943 roku Harrie Massey wyjechał do Stanów Zjednoczonych, gdzie był początkowo członkiem, a następnie przez dwa lata kierownikiem brytyjskiej grupy, współpracującej z Amerykanami rozwiązującymi problemy bomby atomowej i przez kolejne dwa lata – zadania związane z separacją izotopu uranu235U z uranu naturalnego metodą elektromagnetyczną oraz możliwościami techniki cyklotronowej (badania w Berkeley).

### Okres powojenny
W październiku 1945 roku Harrie Massey wrócił do Londynu i zaangażował się w odbudowę wydziału fizyki UCL i tworzenie silnego zespołu fizyków matematycznych, prowadzącego badania w dziedzinie fizyki atomowej. Do roku 1950 był wykładowcą matematyki, a w kolejnych latach – profesorem fizyki (1950–1973) i astrofizyki (1973–1975, do emerytury). W latach 1969–1973 pełnił funkcję prorektora University College.
Wydział współpracował z Instytutem Badań Energii Jądrowej (AERE) w Harwell, a następnie z Europejską Organizacją Badań Jądrowych (CERN) w Genewie. Harrie Massey był też założycielem i kierownikiem (1958–1976) British National Committee for Space Research – brytyjskiego oddziału Komitetu do spraw Badań Przestrzeni Kosmicznej (założonego – z jego udziałem – przez Royal Society w końcu lat 50. XX w.). W roku 1962 był jednym z głównych uczestników narad w sprawie utworzenia Europejskiej Organizacji Badań Kosmicznych (później przekształconej w Europejską Agencję Kosmiczną) i pierwszym przewodniczącym Rady Prezesów. Wniósł znaczący wkład w projektowanie i budowę Anglo-Australian Telescope (AAT) w Siding Spring, a w latach 1975–1983 był członkiem zarządu AAT (w latach 1980–1983 – jego przewodniczącym).

## Publikacje
Harrie Massey jest autorem lub współautorem setek publikacji – artykułów i monografii naukowych, traktatów, podręczników akademickich. Do najbardziej znanych i wielokrotnie wznawianych należą m.in. książka wydana po raz pierwszy w roku 1952 – Electronic and Ionic Impact Phenomena – opracowana wspólnie z wieloletnim współpracownikiem i przyjacielem, E.H.S. Burhopem (Eric Henry Stoneley) lub prace, których współautorem był Nevill F. Mott – laureat Nagrody Nobla w dziedzinie fizyki z roku 1977 (np. The Theory of Atomic Collisionsz roku 1965). Poza wymienionymi pozycjami wyróżniane są prace (wybór według Notable Names Database, NNDB):
- Atoms and Energy (1956),
- Ancillary Mathematics (1958, współautor: Hyman Kestelman),
- The Upper Atmosphere (1958, współautor: Robert L. F. Boyd),
- Basic Laws of Matter (1961, współautor: Arthur Robert Quinton),
- Space Physics (1964),
- Space Travel and Exploration (1966),
- The New Age in Physics (1966),
- Negative Ions (1976),
- Atomic and Molecular Collisions (1979),
- History of British Space Science (1986, współautor: Malcolm Owen Robins).

## Wyróżnienia, odznaczenia, upamiętnienie
Harrie Massey był członkiem Royal Society od roku 1940; w latach 1949–1951 i 1959–1960 należał do rady stowarzyszenia, a w latach 1969–1978 był sekretarzem i wiceprezesem. Od roku 1976 był też członkiem korespondentem Australian Academy of Science. Otrzymał:
- 1955 – Hughes Medal,
- 1958 – Royal Medal,
- 1982 – Królewskiego Towarzystwa Astronomicznego Złoty Medal (z R. Giacconim),
- 1960 – Rycerz Komandor Orderu Imperium Brytyjskiego

oraz liczne tytuły honorowe, m.in. LL.D University of Melbourne.
Dla upamiętnienia sir H. Masseya jego imię nadano wykładowemu audytorium w University College. Institute of Physics (UK) i Australian Institute of Physics przyznają co dwa lata międzynarodowe wyróżnienie Harrie Massey Medal and Prize, a University College London – Harrie Massey Prize.

## Życie prywatne
Uczestnicząc w roku 1926 w kongresie organizowanym przez Australasian Association for the Advancement of Science w Perth Harrie Massey poznał swoją przyszłą żonę, nauczycielkę Jessicę Elizę Bruce. Ich ślub odbył się w Perth dnia 11 stycznia 1928 roku. Mieli jedną córkę.